# Mennonitischer Geschichtsverein
Der Mennonitische Geschichtsverein befasst sich mit Geschichte und Entwicklung der reformatorischen Täufer und der in der Täuferbewegung entstandenen Mennoniten.

## Aufgaben und Geschichte

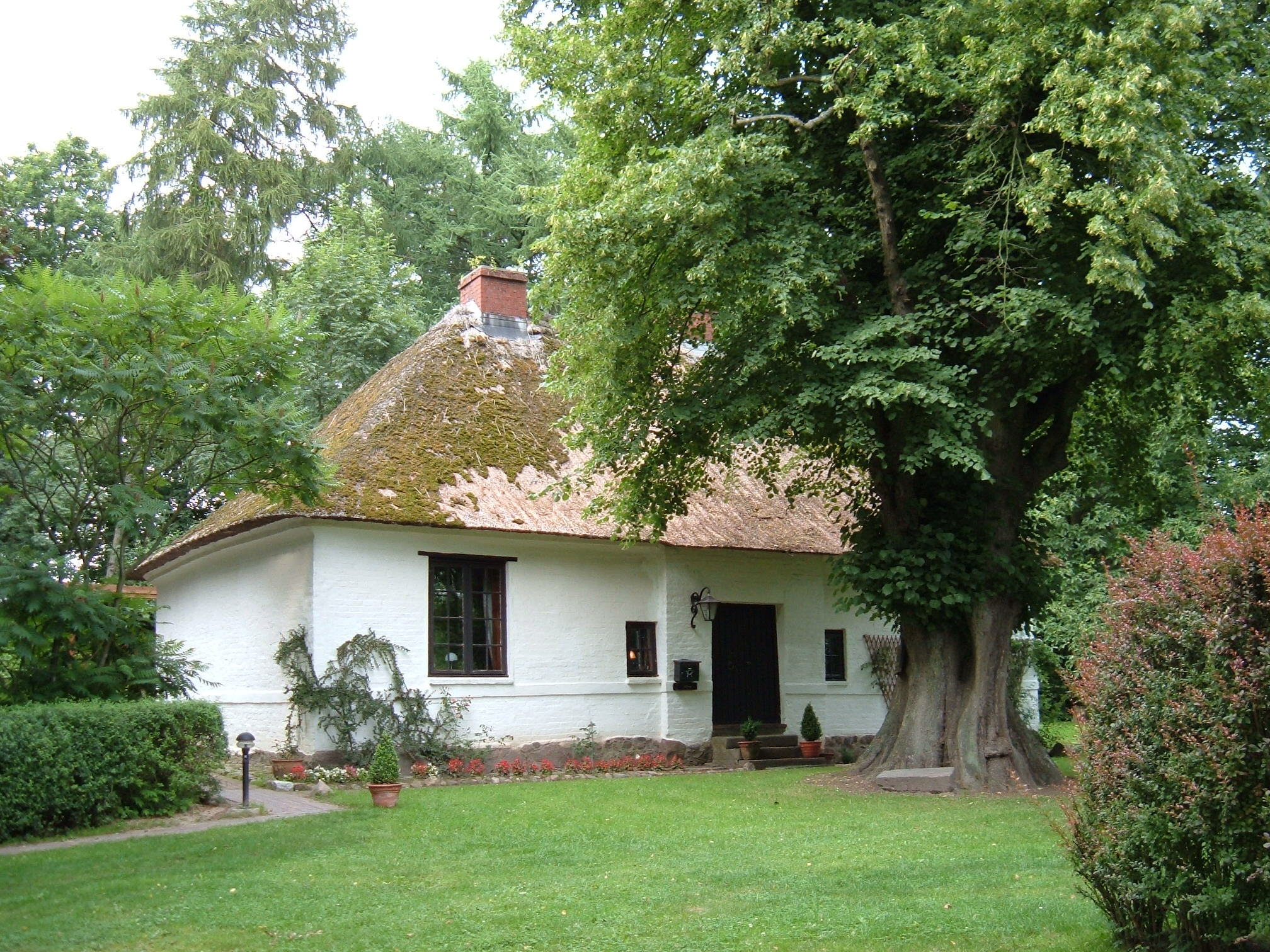
Die Mennokate

Neben den jährlich erschienenen Mennonitischen Geschichtsblättern gibt der Verein Bücher und Schriften zur mennonitischen Geschichte heraus.
In Schleswig-Holstein besteht das vom Verein betreute Museum Mennokate.
2007 hat der Verein Hans-Jürgen Goertz mit der Herausgabe eines ergänzenden fünften Bandes des Mennonitischen Lexikons beauftragt.
Der Geschichtsverein wurde im April 1933 in Berlin gegründet, nachdem bereits ein Jahr zuvor die Gründung eines solchen Vereins von mehreren Mennonitengemeinden in Altona beschlossen wurde. Seinen Sitz hat der Verein auf dem Weierhof, einen Ortsteil von Bolanden in der Pfalz. 2013 hat Astrid von Schlachta, ausgewiesen durch ihre Studien zur Geschichte der Hutterischen Bruderhöfe, den Vorsitz des Geschichtsvereins übernommen.

## Mennonitische Forschungsstelle

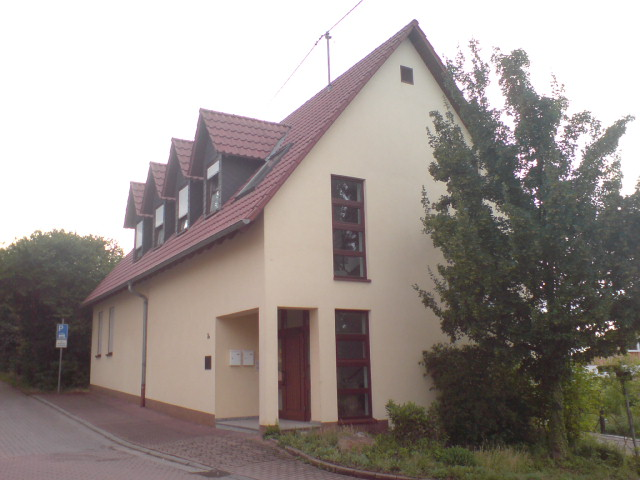
Die Forschungsstelle

Die Mennonitische Forschungsstelle wurde 1948 auf Initiative des Geschichtsvereins gegründet. Ihre Hauptaufgabe ist die Sammlung und Dokumentation von Material zur Geschichte der Täufer und Mennoniten. Ihren Sitz hatte die Forschungsstelle zunächst in Göttingen, dann in Krefeld, bevor er letztlich nach Bolanden in den Ortsteil Weierhof verlegt wurde. Im Jahr 1998 konnte mit Hilfe von Spenden ein Neubau fertiggestellt werden, in dem sich seitdem Bibliothek und Archiv befinden. Die Bibliothek der Forschungsstelle umfasst etwa 16.000 Titel. Im Archiv werden relevante Bücher, Zeitschriften, Dokumente und Kirchenbücher mennonitischer Gemeinden gesammelt. Seit 2016 befindet sich im Bestand auch das Deutsch-Pennsylvanische Archiv (Michael Werner Collection), das derzeit rund 1.500 Bücher, Zeitschriften und andere Medien sowie etwa 16.000 pennsylvaniadeutsche Schrifttexte (Literatur, Manuskripte, Briefe) umfasst.